# Abortivum
Als Abortivum (Plural: Abortiva) oder Abtreibungsmittel wird eine Substanz bezeichnet, mit der ein Schwangerschaftsabbruch ausgelöst werden kann.

## Medikamente
Das heute am häufigsten gebrauchte und für diese Anwendung zugelassene Abortivum ist Mifepriston, ein Progesteron-Rezeptor-Antagonist, auch bekannt als RU-486. Es wird unter dem Handelsnamen Mifegyne oder in den USA als Mifeprex vertrieben.
Die Einnahme von Mifepriston in der frühen Schwangerschaft führt innerhalb von 48 Stunden zur Öffnung des Muttermundes und zur Ablösung der Gebärmutterschleimhaut. Die Anwendung erfolgt in Verbindung mit einem synthetischen Prostaglandin E1-Analogon, wie Misoprostol oder Gemeprost 36 bis 48 Stunden nach der Mifepriston-Einnahme, welches Kontraktionen der Gebärmuttermuskulatur auslöst und damit eine Ausstoßung der Frucht bewirkt. Verwendet wird diese Kombination, um einen künstlichen Abort in einem Schwangerschaftsalter von bis zu 49 Tagen post menstruationem auszulösen.
Ähnlich wirksam ist Methotrexat, ein Folsäure-Antagonist, der Trophoblastgewebe absterben lässt, allein oder in Verbindung mit einem Prostaglandin E1-Analogon.
Die wiederholte alleinige Gabe eines Prostaglandin E1-Analogons kann ebenfalls einen Abort auslösen.
Für fortgeschrittenere Schwangerschaften wird Prostaglandin E2 (Dinoproston) eingesetzt, da es in diesem Schwangerschaftsalter wirksamer ist.

## Geschichte
Abortiva wurden bereits im Altertum und der Antike verwendet.
In den 1970er Jahren brachten die in Mumbai ansässigen Gambers Laboratories eine angeblich ayurvedische „Fetex-Paste“ auf den Markt, die in den Uterus eingespritzt wurde. Nachdem mehrere Frauen im Anschluss Bauchfellentzündungen, Gangrän und Nierenversagen erlitten hatten, wurde das Produkt nach 1985 verboten. In Deutschland war bereits in den 1920er Jahren ein ähnliches Produkt, „Interruptin“, verwendet worden; nach einer Häufung von Todesfällen durch Luft- und Fettembolie war auch diese Paste wieder vom Markt genommen worden.

### Pflanzliche Abortiva
In der früheren Pflanzenheilkunde und bis ins 20. Jahrhundert bestehenden Volksmedizin wird einer Reihe von Pflanzen wie Arnika (Arnica montana), Echtes Johanniskraut, Aloe (Aloe vera), Angelika (Angelica archangelica),  Frauenminze, Bärentraube (Arctostaphylos uva-ursi), Basilikum, Beifuß (Artemisia vulgaris), Eisenkraut (Verbena), Wermut (Artemisia absinthium), Mutterkraut, Gartenkresse (Lepidium sativum), Liebstöckel (Levisticum officinale), Muskatnuss (Myristica fragrans), Petersilie (Petroselinum crispum), Pfefferminz (Menthae), Raute (vor allem Ruta graveolens), Gefranste Raute (Ruta chalepensis), Sadebaum (Juniperus sabina), Trauben-Silberkerze (Actaea racemosa), Zimt (Cinnamomum ceylanicum), Safran (Crocus sativus) und Polei-Minze eine abtreibende Wirkung zugeschrieben.